# Premi César 2011

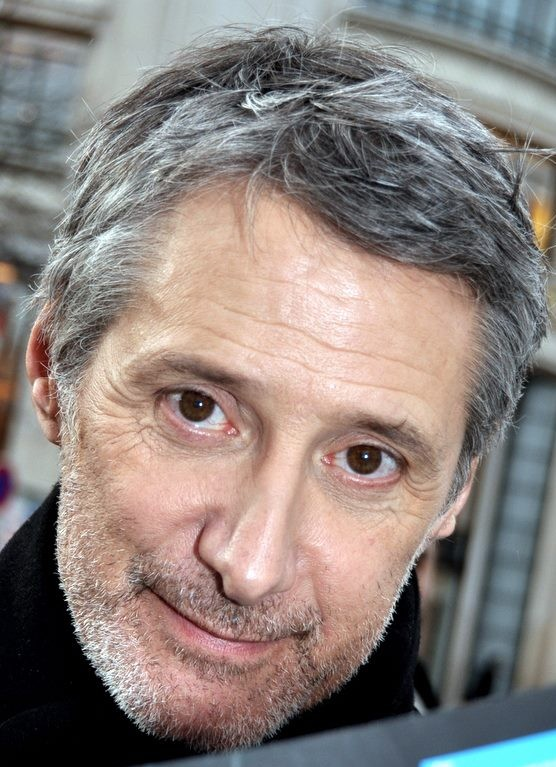
Antoine de Caunes presentatore della cerimonia

La cerimonia di premiazione della 36ª edizione dei Premi César si è svolta il 25 febbraio 2011 al Théâtre du Châtelet di Parigi. È stata presieduta da Jodie Foster e presentata da Antoine de Caunes. È stata trasmessa da Canal+.
Le candidature sono state rese note il 21 gennaio 2011. Ad ottenerne il maggior numero (undici) è stato Uomini di Dio (Des hommes et des dieux) di Xavier Beauvois.
Nel corso della cerimonia è stato reso omaggio a Bernard Giraudeau, scomparso il 17 luglio 2010, ed è stato consegnato un Premio César onorario a Quentin Tarantino.
In questa edizione è stato assegnato per la prima volta il César per il miglior film d'animazione.

## Vincitori e candidati
I vincitori sono indicati in grassetto, a seguire gli altri candidati.

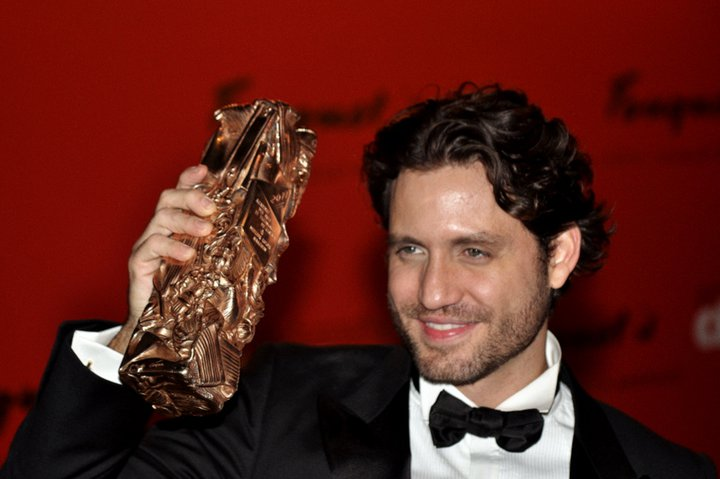
Edgar Ramirez con il César ricevuto come migliore promessa maschile

### Miglior film
- Uomini di Dio (Des hommes et des dieux), regia di Xavier Beauvois
- Il truffacuori (L'Arnacoeur), regia di Pascal Chaumeil
- Gainsbourg (vie héroïque), regia di Joann Sfar
- Mammuth, regia di Gustave de Kervern e Benoît Delépine
- Le Nom des gens, regia di Michel Leclerc
- L'uomo nell'ombra (The Ghost Writer), regia di Roman Polański
- Tournée, regia di Mathieu Amalric

### Miglior regista
- Roman Polański - L'uomo nell'ombra (The Ghost Writer)
- Mathieu Amalric - Tournée
- Olivier Assayas - Carlos
- Xavier Beauvois - Uomini di Dio (Des hommes et des dieux)
- Bertrand Blier - Le Bruit des glaçons

### Miglior attore
- Eric Elmosnino - Gainsbourg (vie héroïque)
- Gérard Depardieu - Mammuth
- Romain Duris - Il truffacuori (L'Arnacoeur)
- Jacques Gamblin - Le Nom des gens
- Lambert Wilson - Uomini di Dio (Des hommes et des dieux)

### Miglior attrice
- Sara Forestier - Le Nom des gens
- Isabelle Carré - Emotivi anonimi (Les Emotifs anonymes)
- Catherine Deneuve - Potiche - La bella statuina (Potiche)
- Charlotte Gainsbourg - L'albero (L'Arbre)
- Kristin Scott Thomas - La chiave di Sara (Elle s'appelait Sarah)

### Migliore attore non protagonista
- Michael Lonsdale - Uomini di Dio (Des hommes et des dieux)
- Niels Arestrup - Scatti rubati (L'Homme qui voulait vivre sa vie)
- François Damiens - Il truffacuori (L'Arnacoeur)
- Gilles Lellouche - Piccole bugie tra amici (Les Petits mouchoirs)
- Olivier Rabourdin - Uomini di Dio (Des hommes et des dieux)

### Migliore attrice non protagonista
- Anne Alvaro - Le Bruit des glaçons
- Valérie Bonneton - Piccole bugie tra amici (Les Petits mouchoirs)
- Laetitia Casta -  Gainsbourg (vie héroïque)
- Julie Ferrier - Il truffacuori (L'Arnacoeur)
- Karin Viard - Potiche - La bella statuina (Potiche)

### Migliore promessa maschile
- Édgar Ramírez - Carlos
- Arthur Dupont - Noi, insieme, adesso - Bus Palladium (Bus Palladium)
- Grégoire Leprince-Ringuet - La princesse de Montpensier
- Pio Marmaï - D'amour et d'eau fraîche
- Raphaël Personnaz - La princesse de Montpensier

### Migliore promessa femminile
- Leïla Bekhti - Tout ce qui brille
- Anaïs Demoustier - D'amour et d'eau fraîche
- Audrey Lamy - Tout ce qui brille
- Léa Seydoux - Belle Épine
- Yahima Torres - Venere nera (Vénus Noire)

### Migliore sceneggiatura originale
- Baya Kasmi e Michel Leclerc - Le Nom des gens
- Mathieu Amalric, Philippe Di Folco, Marcelo Novais Teles e Raphaëlle Valbrune - Tournée
- Bertrand Blier - Le Bruit des glaçons
- Etienne Comar e Xavier Beauvois - Uomini di Dio (Des hommes et des dieux)
- Benoît Delépine e Gustave de Kervern - Mammuth

### Migliore adattamento
- Robert Harris e Roman Polański - L'uomo nell'ombra (The Ghost Writer)
- Julie Bertuccelli - L'albero (L'Arbre)
- Jean Cosmos, François-Olivier Rousseau e Bertrand Tavernier - La princesse de Montpensier
- Éric Lartigau e Laurent de Bartillat - Scatti rubati (L'Homme qui voulait vivre sa vie)
- François Ozon - Potiche - La bella statuina (Potiche)

### Migliore fotografia
- Caroline Champetier - Uomini di Dio (Des hommes et des dieux)
- Christophe Beaucarne - Tournée
- Paweł Edelman - L'uomo nell'ombra (The Ghost Writer)
- Bruno de Keyzer - La princesse de Montpensier
- Guillaume Schiffman - Gainsbourg (vie héroïque)

### Miglior montaggio
- Hervé de Luze - L'uomo nell'ombra (The Ghost Writer)
- Luc Barnier - Carlos
- Annette Dutertre - Tournée
- Marie-Julie Maille - Uomini di Dio (Des hommes et des dieux)
- Maryline Monthieux - Gainsbourg (vie héroïque)

### Migliore scenografia
- Hugues Tissandier - Adèle e l'enigma del faraone (Les Aventures extraordinaires d'Adèle Blanc-sec)
- Michel Barthélémy - Uomini di Dio (Des hommes et des dieux)
- Guy-Claude François - La princesse de Montpensier
- Albrecht Konrad - L'uomo nell'ombra (The Ghost Writer)
- Christian Marti - Gainsbourg (vie héroïque)

### Migliori costumi
- Caroline de Vivaise - La princesse de Montpensier
- Olivier Bériot - Adèle e l'enigma del faraone (Les Aventures extraordinaires d'Adèle Blanc-sec)
- Pascaline Chavanne - Potiche - La bella statuina (Potiche)
- Alexia Crisp-Jones - Tournée
- Marielle Robaut - Uomini di Dio (Des hommes et des dieux)

### Migliore musica
- Alexandre Desplat - L'uomo nell'ombra (The Ghost Writer)
- Bruno Coulais - La vita negli oceani (Océans)
- Grégoire Hetzel - L'albero (L'Arbre)
- Delphine Mantoulet e Tony Gatlif - Liberté
- Yarol Poupaud - Noi, insieme, adesso - Bus Palladium (Bus Palladium)
- Philippe Sarde - La princesse de Montpensier

### Miglior sonoro
- Daniel Sobrino, Jean Goudier e Cyril Holtz - Gainsbourg (vie héroïque)
- Philippe Barbeau, Jerôme Wiciak e Florent Lavallée - Océans
- Jean-Marie Blondel, Thomas Desjonquières e Dean Humphreys - L'uomo nell'ombra (The Ghost Writer)
- Jean-Jacques Ferrand, Vincent Guillon e Eric Bonnard - Uomini di Dio (Des hommes et des dieux)
- Olivier Mauvezin, Séverin Favriau e Stéphane Thiebaut - Tournée

### Miglior film straniero
- The Social Network, regia di David Fincher
- Les amours imaginaires, regia di Xavier Dolan
- Bright Star, regia di Jane Campion
- Il segreto dei suoi occhi (El secreto de sus ojos), regia di Juan José Campanella
- Illégal, regia di Olivier Masset-Depasse
- Inception, regia di Christopher Nolan
- Invictus - L'invincibile, regia di Clint Eastwood

### Migliore opera prima
- Gainsbourg (vie héroïque), regia di Joann Sfar
- Il truffacuori (L'Arnacoeur), regia di Pascal Chaumeil
- Tête de turc, regia di Pascal Elbé
- Simon Werner a disparu, regia di Fabrice Gobert
- Tout ce qui brille, regia di Géraldine Nakache e Hervé Mimran

### Miglior documentario
- La vita negli oceani (Océans), regia di Jacques Perrin e Jacques Cluzaud
- Benda Bilili!, regia di Florent de la Tullaye e Renaud Barret
- Cleveland contre Wall Street, regia di Jean-Stéphane Bron
- Entre nos mains, regia di Mariana Otero
- Yves Saint Laurent - Pierre Bergé, l'amour fou, regia di Pierre Thoretton

### Miglior film d'animazione
- L'illusionista (L'Illusionniste), regia di Sylvain Chomet
- Arthur e la guerra dei due mondi (Arthur 3, la guerre des deux mondes,), regia di Luc Besson
- L'Homme à la Gordini, regia di Jean-Christophe Lie
- Logorama, regia di H5 (François Alaux, Hervé de Crécy e Ludovic Houplain
- A Cat in Paris (Une vie de chat), regia di Jean-Loup Felicioli e Alain Gagnol

### Miglior cortometraggio
- Logorama, regia di H5 (François Alaux, Hervé de Crécy e Ludovic Houplain)
- Monsieur L'Abbé, regia di Blandine Lenoir
- Petit Tailleur, regia di Louis Garrel
- Un transport en commun, regia di Dyana Gaye
- Une pute et un poussin, regia di Clément Michel

### Premio César onorario
- Quentin Tarantino